# Iain Percy
Iain Bryden Percy (Southampton, 21 maart 1976) is een Brits zeiler en tweevoudig olympisch kampioen.
Percy nam in 2000 deel aan de Olympische Spelen in Sydney. In de Finn-klasse won hij het goud. Op ceremoniële wijze ontving hij voor het Sydney Opera House zijn medaille. Vier jaar later nam hij ook deel aan de Spelen in Athene. Samen met Steve Mitchell eindigde hij zesde in de Star-klasse. In 2005 behaalt het duo een bronzen medaille op de Wereldkampioenschappen en een gouden medaille bij de Europese kampioenschappen.
Bij de Wereldkampioenschappen zeilen 2007 behaalde Percy samen met Andrew Simpson brons in de Star-klasse. Samen behalen ze twee jaar later goud op de Europese kampioenschappen. In 2010 winnen ze het goud in Rio de Janeiro. Hij wist deze prijs in 2002 al te winnen, toen nog met Mitchell. De drie opvolgende edities van de kampioenschappen, tot en met 2005, behaalden ze het brons.
Op de Spelen in 2008 won Percy zijn tweede gouden olympische medaille. In 2012 werden Percy en Simpson tweede. De Zweden Lööf en Salminen waren hen te snel af.
Percy werd in 2005 onderscheiden met de benoeming tot Lid in de Orde van het Britse Rijk na zijn olympische medaille uit 2000. In 2009 werd hij bevorderd tot Officier in deze orde.